# Neurona

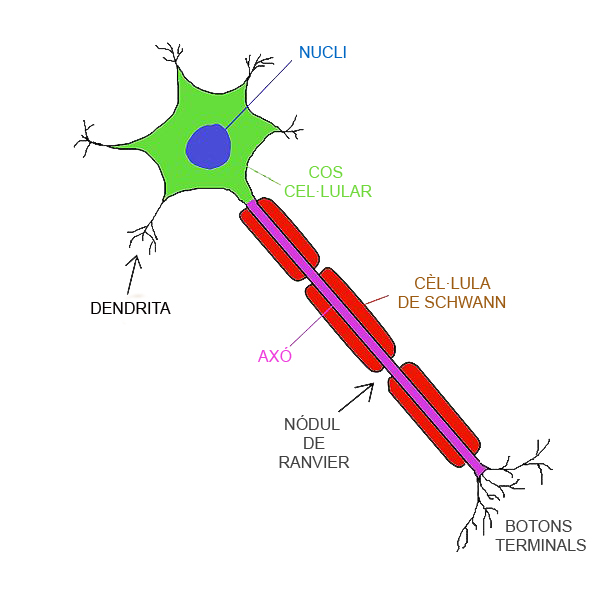
Representació esquemàtica de l'estructura d'una neurona

Una neurona és una cèl·lula del teixit nerviós. És formada pel cos cel·lular i l'axó. Al cos cel·lular, hi ha el nucli i el citoplasma de la cèl·lula. Del cos creixen dos tipus de prolongacions: les dendrites, curtes i amb ramificacions arborescents, i l'axó, envoltat per la beina de mielina i que acaba en ramificacions independents, les quals entren en contacte amb un altre cos neuronal, amb un òrgan efector o amb prolongacions dentrítiques d'una altra neurona.
Les neurones són a l'encèfal, la medul·la espinal i els ganglis nerviosos i estan en contacte amb tot el cos. A diferència de la majoria de les altres cèl·lules de l'organisme, les neurones normals en l'individu madur no es divideixen, excepte en algunes àrees molt concretes, com la regió hipotalàmica de l'encèfal, en què tenen un ritme constant de divisió, encara que esdevingui sempre a una velocitat molt baixa, així com les cèl·lules olfactives sí que es regeneren. Els nervis mielinitzats del sistema nerviós perifèric també tenen la possibilitat de regenerar-se mitjançant la utilització del neurolema, una capa formada pels nuclis i per les cèl·lules de Schwann.
La funció principal de les neurones és transmetre els impulsos nerviosos. Segons quin sigui el sentit d'aquests impulsos, les neurones es classifiquen en aferents, quan porten al sistema nerviós els impulsos de l'exterior i del mateix organisme, i en eferents, quan transmeten les ordres del sistema nerviós als òrgans efectors, com ara els músculs.

## Morfologia neuronal
Una neurona típica consisteix en un cos cel·lular (soma), dendrites i un únic axó. El soma sol ser compacte. L'axó i les dendrites són filaments que s'hi expandeixen des del cos. Les dendrites normalment es ramifiquen profusament i s'estenen a uns quants centenars de micròmetres des del soma. L'axó deixa el soma en una protuberància anomenada con axònic i viatja fins a un metre en humans o més en altres espècies. Es ramifica però sol mantenir un diàmetre constant. A la punta més allunyada de les branques de l'axó es troben terminals d'axons, on la neurona pot transmetre un senyal a través de la sinapsi a una altra cèl·lula. Les neurones poden estar mancades de dendrites o d'axó. El terme neurita s'empra per descriure una dendrita o un axó, particularment quan la cèl·lula està indiferenciada.

## Cos cel·lular
És el centre metabòlic cel·lular. Rep impulsos, integra i transmet informació. Té un nucli prominent i un citoplasma que presenta una marcada basofília a causa del RER i els poliribosomes. Hi ha una gran quantitat de mitocondris i un aparell de Golgi, així com un marcat citoesquelet que forma un entramat al voltant del nucli. Un compartiment important que fa de pont entre el cos cel·lular i l'axó és el con axònic.
Diversos neuròlegs han conclòs que la presència d'endoplàsmics fa del cos cel·lular una espècie de recreació sensitiva i de centre d'informació amb la capacitat d'un ordinador.

## Dendrites
Les dendrites, de nombre i estructura variable segons el tipus de neurona, transmeten els potencials d'acció des de les neurones adjacents fins al cos cel·lular o soma. S'uneixen entre si mitjançant una unió discontínua anomenada sinapsi. Tenim dos tipus de sinapsi, les de tipus elèctric i les de tipus químic; en el primer cas, són més ràpides, però no tenen capacitat per a elaborar estímuls gaire complexos, mentre que les segones perden velocitat però poden relacionar-se amb altres neurones de manera més complexa i, per tant, participar en estímuls més complexos, com és ara les neurones del sistema nerviós central.
Hi ha ramificacions del citoplasma especialitzades a rebre impulsos (terminacions sensitives eferents) i la seva transmissió al soma: tronc curt i ramificat, amb unes estructures anomenades espines. Aquestes espines són projeccions citoplasmàtiques que són punt de contacte sinàptic. Mesuren poques micres. Són molt petites.

## Axó
L'axó és una projecció citoplasmàtica amb terminacions ramificades que condueix impulsos des del soma fins a altres neurones, o bé cap a les cèl·lules efectores (músculs, glàndules) en forma de potencials d'acció.
Per l'axó transiten els impulsos nerviosos o potencials d'acció des del cos cel·lular cap a la següent cèl·lula. Una neurona només pot tenir un axó. Els axons poden agrupar-se i formar el que anomenem fibra nerviosa. La terminació axonal té forma boteruda i és coneguda amb el nom de botó presinàptic, el qual conté les vesícules sinàptiques i en el seu interior els neurotransmissors, que són substàncies químiques responsables de transmetre els impulsos nerviosos a la neurona que es troba a continuació.
Hi ha dos tipus de transport: 
- Anterògrad. Del soma fins als terminals axònics.
- Retrògrad. Dels terminals axònics fins al soma.

## Transmissió de senyals entre neurones

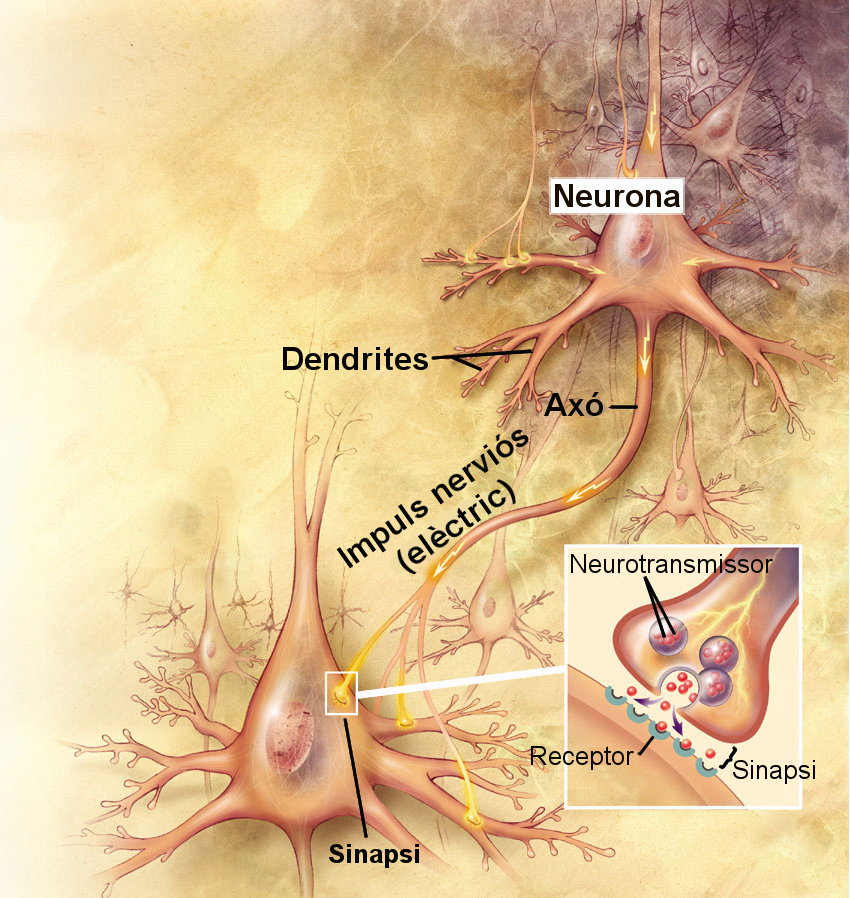
Transmissió de senyals entre neurones

Els impulsos nerviosos es propaguen per les neurones com si fossin petits corrents elèctrics, des de les dendrites fins a l'axó, passant pel cos neuronal. Per transmetre els impulsos nerviosos d'una neurona a una altra, aquestes estableixen connexions anomenades sinapsis, en les quals s'alliberen unes molècules anomenades neurotransmissors.

## Història
A finals del segle xix, Santiago Ramón y Cajal va proposar per primer cop les neurones com a elements funcionals del sistema nerviós. Cajal exposà que actuaven com a entitats discretes que, intercomunicant-se, establien una espècie de xarxa mitjançant connexions especialitzades o espais. Aquesta idea és reconeguda com la doctrina de la neurona, un dels elements centrals de la neurociència moderna. S'oposava a la defensada per Camillo Golgi, que propugnava la continuïtat de la xarxa neuronal i negava que fossin ens discrets interconnectats. Per tal d'observar al microscopi la histologia del sistema nerviós, Cajal va emprar tincions de plata (amb sals de plata) de talls histològics per microscòpia òptica, desenvolupats per Golgi i millorats per ell mateix. Aquesta tècnica permetia una anàlisi cel·lular molt precisa, fins i tot d'un teixit tan dens com el cerebral. Actualment hom considera la neurona que és la unitat estructural i funcional del sistema nerviós. Rep els estímuls provinents de l'entorn, els converteix en impulsos nerviosos i els transmet a una altra neurona, a una cèl·lula muscular o glandular on produiran una resposta.
El 1888, Ramón y Cajal va publicar un article sobre el cervell dels ocells. En aquest article, va afirmar que no podia trobar proves d'anastomosi entre axons i dendrites. Va reconèixer que va trobar les fibres nervioses molt complexes, però va declarar que no podia trobar evidències d'axons o dendrites que exhibissin anastomosi i que formessin xarxes i anomenà cada element nerviós "un cantó absolutament autònom"." Aquestes afirmacions s'anomenaren la Doctrina de la neurona, un dels principis centrals de la moderna neurociència.
En 1891 l'anatomista alemany Heinrich Wilhelm Waldeyer va escriure una crítica molt influent sobre la doctrina de la neurona en la qual va introduir el terme 'neurona' per descriure la unitat anatòmica i fisiològica del sistema nerviós.
Les taques d'impregnació de plata són un mètode útil per a les investigacions neuroanatòmiques perquè, per raons desconegudes, només taca un petit percentatge de cèl·lules d'un teixit, exposant la microestructura completa de les neurones individuals sense que es superposi gaire d'altres cèl·lules.

### Doctrina de la neurona
La doctrina de la neurona, establerta per Santiago Ramón y Cajal a la fi del segle xix, és el model acceptat avui en neurofisiologia. Consisteix en acceptar que la base de la funció neurològica radica en les neurones com a entitats discretes, la interacció de les quals, mitjançada per sinapsis, condueix a l'aparició de respostes complexes. Cajal no només va postular aquest principi, sinó que el va estendre cap a una «llei de la polarització dinàmica», que propugna la transmissió unidireccional d'informació (és a dir, en un sol sentit, de les dendrites cap als axons). No obstant això, aquesta llei no sempre es compleix. Per exemple, les  cèl·lules glials poden intervenir en el processament d'informació, i, fins i tot, les efapsis o sinapsis elèctriques, molt més abundants del que es creia, presenten una transmissió d'informació directa de citoplasma a citoplasma. Més encara: les dendrites poden adreçar un senyal sinàptica de forma centrífuga al soma neuronal, el que representa una transmissió en el sentit oposat al postulat, presenten una transmissió d'informació directa de citoplasma de manera que siguin els axons els que rebin d'informació (aferència).
També, les sinapsis elèctriques són més habituals del que es pensava, que conté connexions citoplasmàtiques directes entre neurones. De fet, les neurones poden formar acoblaments encara més estrets: l'axó gegant del calamar es deriva de la fusió de múltiples axons.

### Model de neurones Compartimentades
Tot i que sovint es descriu les neurones com a "unitats fonamentals" del cervell, realitzen càlculs interns. Les neurones integren l'entrada dins de les dendrites, i aquesta complexitat es perd en models que assumeixen que les neurones són una unitat fonamental. Les branques dendrítiques es poden modelar com a compartiments espacials, l'activitat dels quals és possible a causa de les propietats passives de la membrana, però també poden ser diferents en funció de l'entrada de sinapsis. El modelatge compartimentat de les dendrites és especialment útil per comprendre el comportament de les neurones que són massa petites per enregistrar-les amb els elèctrodes, com és el cas de  Drosophila melanogaster.